# قرار مجلس الأمن التابع للأمم المتحدة رقم 1922
قرار مجلس الأمن التابع للأمم المتحدة رقم 1922، الذي تم تبنيه بالإجماع في 12 مايو 2010، بعد الإشارة إلى القرارات 1769 (2007) و1778 (2007) و1834 (2008) و1861 (2009) و1913 (2010)، أشار المجلس أن الوضع في منطقة دارفور في السودان وتشاد وجمهورية أفريقيا الوسطى يشكل تهديدًا للسلم والأمن الدوليين، وبالتالي مدد ولاية بعثة الأمم المتحدة في جمهورية أفريقيا الوسطى وتشاد لمدة أسبوعين آخرين حتى 26 مايو 2010، في انتظار مزيد من المناقشات حول مستقبلها.
وقد طلبت تشاد أن تغادر بعثة الأمم المتحدة في جمهورية أفريقيا الوسطى وتشاد حيث لم يتم نشرها بالكامل، ولم تحمي المدنيين أو تبني مشاريع البنية التحتية الموعودة؛  ستتولى حكومة تشاد بعد ذلك المسؤولية الأساسية عن حماية المدنيين. واقترح الأمين العام بان كي مون، في تقريره عن الوضع، تمديد ولاية البعثة لسنة إضافية، مشيرًا إلى استمرار عدم الاستقرار في الجزء الشمالي الشرقي من جمهورية إفريقيا الوسطى على الحدود مع تشاد والسودان، وضرورة حماية اللاجئين من منطقة دارفور في السودان. وبهذه الطريقة، يمكن بعد ذلك الانسحاب التدريجي للعنصر العسكري للأمم المتحدة إذا وافق المجلس على مقترحاته.